# Giao tiếp qua máy tính trung gian
Giao tiếp qua máy tính trung gian, còn được gọi là CMC (viết tắt của Computer Mediated Communication) được định nghĩa là bất kỳ giao tiếp nào của con người xảy ra thông qua việc sử dụng hai hoặc nhiều thiết bị điện tử. Mặc dù thuật ngữ này thường được dùng để chỉ những phương thức liên lạc xảy ra thông qua các định dạng qua máy tính (ví dụ: nhắn tin tức thời, email, phòng trò chuyện, diễn đàn trực tuyến, dịch vụ mạng xã hội), nó cũng được áp dụng cho các hình thức tương tác dựa trên văn bản khác như nhắn tin văn bản. Nghiên cứu về CMC tập trung chủ yếu vào các hiệu ứng xã hội thông qua các công nghệ truyền thông hỗ trợ máy tính khác nhau trong bối cảnh thế giới bước vào ngưỡng cửa cách mạng công nghiệp 4.0 với những thay đổi triệt để cách chúng ta sống và làm việc.

## Phân loại
Giao tiếp qua máy tính có thể được chia thành hai dạng: đồng bộ và không đồng bộ.
- Giao tiếp qua máy tính đồng bộ đề cập đến giao tiếp xảy ra trong thời gian thực. Tất cả các bên tham gia vào giao tiếp đồng thời; tuy nhiên, các chủ thể không nhất thiết phải ở cùng một vị trí. Ví dụ về giao tiếp đồng bộ là các cuộc trò chuyện video và các cuộc gọi âm thanh trên FaceTime hay các ứng dụng cuộc gọi khác.
- Giao tiếp qua máy tính không đồng bộ đề cập đến giao tiếp diễn ra khi các bên tham gia không liên lạc đồng thời với nhau. Nói cách khác, người gửi không nhận được phản hồi ngay lập tức từ người nhận và ngược lại. Ví dụ về giao tiếp không đồng bộ là tin nhắn văn bản và email. Khi sử dụng email, các cá nhân có thể quản lý mối quan hệ nhóm theo cách tối đa hóa thời gian dành cho các nhiệm vụ nhóm, đồng thời tránh bị hạn chế bởi thời gian và sự chú ý riêng của mỗi cá nhân. Thông thường, sự ràng buộc có thể gây khó khăn cho các nhóm để hoàn thành các nhiệm vụ cùng nhau vì nó yêu cầu những cuộc trao đổi đối mặt truyền thống và đôi khi có thể bao gồm các cuộc thảo luận ngoài chủ đề cản trở năng suất. Giao tiếp không đồng bộ có thể giảm thiểu sự ràng buộc liên quan đến tương tác nhóm. Theo Walther, tương tác nhóm không đồng bộ có thể không bị hạn chế bởi thời gian và/hoặc các cam kết cạnh tranh. Các thành viên nhóm sử dụng giao tiếp không đồng bộ có thể dành toàn bộ sự chú ý của họ cho nhóm khi họ có cơ hội, điều này giúp tập trung vào các nhiệm vụ liên quan đến nhóm hơn là dành thời gian và nỗ lực cho việc giao tiếp không liên quan đến mục tiêu. Hầu hết các dạng công nghệ qua trung gian máy tính là không đồng bộ vì thành viên có thể tham gia vào các hoạt động vào lúc thuận tiện nhất cho mình, tận dụng thế mạnh các kênh liên lạc đứt quãng.

## Phạm vi
Các học giả từ nhiều lĩnh vực nghiên cứu thường có góc nhìn khác nhau về truyền thông qua trung gian máy tính (CMC). Nhiều người sử dụng phương pháp xã hội học đối với CMC để xem xét cách con người sử dụng máy tính (hoặc phương tiện kỹ thuật số) để quản lý tương tác giữa các cá nhân, hình thành dấu ấn riêng biệt, đồng thời hình thành và duy trì các mối quan hệ. Các nghiên cứu này thường tập trung vào sự khác biệt giữa giao tiếp trực tuyến và giao tiếp ngoài đời thực, mặc dù phần lớn đang hướng tới quan điểm rằng CMC nên được ứng dụng nhiều hơn trong cuộc sống hàng ngày. Một nhánh khác của nghiên cứu CMC lại xem xét việc sử dụng các tính năng ngôn ngữ như biểu tượng cảm xúc hoặc bộ thuật ngữ, các quy tắc và phong cách tổ chức nói chuyện. Nghiên cứu ngôn ngữ trong các bối cảnh này thường dựa trên văn bản và đôi khi được gọi là "phân tích diễn ngôn qua máy tính".
Cách con người giao tiếp trong các môi trường chuyên nghiệp, xã hội và giáo dục rất khác nhau, tùy thuộc vào không chỉ môi trường mà còn cả phương thức giao tiếp được áp dụng, trong trường hợp này là thông qua máy tính hoặc các công nghệ thông tin và truyền thông hỗ trợ khác (CNTT-TT).
Các hình thức phổ biến của CMC bao gồm e-mail, video, âm thanh hoặc trò chuyện văn bản và Weblog (blog) cũng đã trở nên phổ biến bởi việc trao đổi dữ liệu RSS tốt hơn đã cho phép người dùng trở thành "nhà sáng tạo nội dung" của riêng họ... Các hình thức này đang thay đổi nhanh chóng và ngày càng đổi mới với sự phát triển của các công nghệ sáng tạo hiện đại trong đời sống hàng ngày của thế hệ "digital native".

## Đặc điểm
Giao tiếp qua trung gian máy tính có ảnh hưởng đến nhiều khía cạnh khác nhau của sự tương tác bao gồm cả việc hình thành dấu ấn cá nhân, trao đổi nhóm, tính hỗ trợ và đặc biệt là việc hình thành mối quan hệ. CMC được kiểm tra và so sánh với các phương thức truyền thông khác thông qua một số khía cạnh được cho là phổ biến đối với tất cả các hình thức giao tiếp bao gồm tính đồng bộ, tính bền vững hoặc "khả năng lưu trữ" và ẩn danh. Sự kết hợp của các đặc điểm này với các hình thức giao tiếp khác nhau sẽ rất khác nhau. Ví dụ, tin nhắn tức thời thực chất là đồng bộ nhưng không liên tục, vì người ta sẽ mất tất cả nội dung khi đóng hộp thoại trừ khi người ta đã thiết lập nhật ký tin nhắn hoặc đã sao chép thủ công cuộc hội thoại đó. Mặt khác, e-mail và bảng tin có độ đồng bộ thấp do thời gian phản hồi khác nhau, nhưng tính bền vững cao do tin nhắn gửi và nhận đều được lưu lại. Bên cạnh đó, một số thuộc tính tạo nên sự khác biệt của CMC so các phương tiện khác cũng bao gồm tính nhất thời, tính đa phương thức và tính tự kiểm soát các nội dung. CMC có thể khắc phục các giới hạn về không gian và thời gian của các hình thức giao tiếp khác, do đó cho phép sự tương tác giữa mọi người dù không chia sẻ trong cùng một không gian. Nghiên cứu chỉ ra rằng, phương thức giao tiếp mà mọi người chọn để giao tiếp sẽ ảnh hưởng đến mức độ mà người đó muốn tiết lộ những thông tin cá nhân. Tự tiết lộ là bất kỳ giao tiếp nào về thông tin cá nhân, suy nghĩ và cảm giác có liên quan đến việc hình thành và duy trì mối quan hệ giữa các cá nhân. CMC được xác định mức độ tự tiết lộ cao trong cuộc trò chuyện và điều này trái ngược với giao tiếp "mặt đối mặt". Điều này một phần là do tính ẩn danh trực quan của phương thức giao tiếp qua máy tính và sự vắng mặt của những đặc điểm trong giao tiếp phi ngôn ngữ - ngoại hình, biểu cảm nét mặt, tư thế, cử chỉ đã làm giảm mối quan tâm về những khó khăn khi chia sẻ quan điểm và thông tin cá nhân của người dùng. Theo mô hình giao tiếp siêu cá nhân hóa của Walther, (1996), giao tiếp qua máy tính có giá trị trong việc cung cấp một cuộc giao tiếp tốt hơn và tạo ấn tượng ban đầu tốt hơn vì trong CMC, ấn tượng đầu tiên không dựa trên các yếu tố vật lý, mà thay vào đó dựa vào thông tin và tính cách. Hơn nữa, Ramirez và Zhang (2007) chỉ ra rằng giao tiếp qua máy tính cho phép sự gần gũi và thu hút giữa hai cá nhân hơn là giao tiếp mặt đối mặt truyền thống.
Khả năng quản lý hình ảnh trực tuyến, lập kế hoạch tự trình bày và cơ hội tự kiểm duyệt cùng các kỹ năng khác đã góp phần vào năng lực trong giao tiếp qua trung gian máy tính. Trên thực tế, có một sự tương đồng đáng kể về các kỹ năng trong tương tác qua máy tính và tương tác trực diện mặc dù có những khác biệt. Tính ẩn danh, quyền riêng tư và tính bảo mật phụ thuộc nhiều vào bối cảnh và chương trình cụ thể đang được sử dụng hoặc trang web đang được truy cập. Tuy nhiên, hầu hết các nhà nghiên cứu trong lĩnh vực này đều thừa nhận tầm quan trọng của việc xem xét ý nghĩa tâm lý và xã hội của các yếu tố này bên cạnh các "hạn chế" về mặt kỹ thuật

## Lợi ích
- Bản chất của CMC là các cá nhân dễ dàng tham gia giao tiếp với người khác bất kể thời gian hay địa điểm nào, các cá nhân hợp tác trong các dự án mà không bị cản trở do các yếu tố như địa lý.[8]
- CMC cũng có thể hữu ích trong việc cho phép các cá nhân có thể bị đe dọa hoặc cảm thấy tự ti do các yếu tố như tính cách khác biệt hoặc khuyết tật về ngoại hình khi tham gia giao tiếp.
- Mọi người có thể trao đổi, chỉnh sửa hoặc trình chiếu các thông tin. Họ có thể gửi thông tin đó đi với khoảng cách rất xa một cách nhanh chóng, tức thì với chi phí rất thấp. Điều này góp phần tăng hiệu quả và tiết kiệm thời gian làm việc.[9]
- CMC còn đóng góp lớn cho E-Commerce khi nó có thể giúp tiếp cận tới người tiêu dùng trên diện rộng. Truyền thông qua internet có sức hấp dẫn và các lợi thế nhất định, ví dụ như nó có thế giúp một doanh nghiệp Việt Nam tiếp cận các khách hàng tiềm năng sống tại Việt Nam đồng thời cả các khách hàng tiềm năng sống ở các nước khác. Mạng xã hội sẽ không chỉ có tác dụng đề kết nối tìm bạn mà còn có các chức năng truyền thông cho chính trị, văn hóa và đặc biệt là lĩnh vực kinh tế.
- Bằng cách cho phép một cá nhân giao tiếp ở một địa điểm mà họ chọn, cuộc gọi CMC cho phép một người tham gia giao tiếp với sự thoải mái và phù hợp nhất, điều này cũng đóng vai trò quan trọng trong việc sẵn sàng chia sẻ hay dễ dàng bắt đầu cuộc trò chuyện và diễn đạt biểu cảm hơn. Khi giao tiếp qua một phương tiện điện tử, các cá nhân ít bị ràng buộc về thể hiện quy tắc ứng xử đời thực và tính ẩn danh trong giao tiếp trực tuyến cũng khuyến khích một số người dùng hình thành mối quan hệ với những người khác nhanh hơn dưới sự bùng nổ của Internet.
- Ngoài ra, lợi ích trong việc học ngôn ngữ từ CMC cũng được thảo luận rộng rãi vì CMC tạo cơ hội cho người học ngôn ngữ thực hành ngôn ngữ của họ nhiều hơn trong bối cảnh mạng xã hội ngày càng phát triển cùng sự tăng nhanh của thế hệ công dân kỹ thuật số. Ví dụ, Warschauer đã thực hiện một số nghiên cứu điển hình về việc sử dụng email hoặc bảng thảo luận dưới nhiều hình thức ngôn ngữ khác nhau và tuyên bố rằng công nghệ thông tin và truyền thông là cầu nối cho sự phân chia lịch sử giữa lời nói và cách viết ngôn ngữ đó.[10]

## Bất lợi và những vi phạm
- Trong khi giao tiếp qua trung gian máy tính có thể có lợi nhưng cũng gây ra cản trở cho quá trình giao tiếp. Không giống như giao tiếp mặt đối mặt, các tín hiệu phi ngôn ngữ như giọng nói và cử chỉ hỗ trợ truyền tải thông điệp đều bị mất thông qua giao tiếp qua máy tính. Do đó, thông điệp đang được truyền đạt dễ gây hiểu lầm hơn do giải thích sai về âm điệu hoặc nghĩa của từ. Hơn nữa, theo Tiến sĩ Sobel-Lojeski của Đại học Stony Brook và Giáo sư Westwell của Đại học Flinder, khoảng cách ảo là nền tảng cho giao tiếp qua máy tính có thể tạo ra cảm giác tách rời tâm lý và cảm xúc, có thể góp phần tạo nên sự cô lập xã hội.[11]
- Buôn bán trái phép trên mạng và các tội phạm mạng khác liên quan đến giao tiếp qua máy tính có thể được thực hiện ở bất kỳ vị trí nào có máy tính hoặc máy tính bảng có webcam hoặc điện thoại thông minh có kết nối internet. Họ cũng dựa vào các mạng truyền thông xã hội, hội nghị truyền hình, các trang web chia sẻ video khiêu dâm, trang hẹn hò, phòng trò chuyện trực tuyến, ứng dụng, trang web tối, và các nền tảng khác để chia sẻ tin giả hoặc làm những hành động trái pháp luật. Việc sử dụng các hệ thống thanh toán trực tuyến và tiền điện tử để che giấu danh tính, hiện tượng bắt nạt thông qua mạng xã hội,...[12] Hàng triệu báo cáo về những hành động vi phạm này được gửi đến các cơ quan chức năng hàng năm và cần có luật cũng như biện pháp xử lý để ngăn chặn các vi phạm có liên quan đến quyền riêng tư trên Internet của người dùng.[13]

## CMC ảnh hưởng tới người tiêu dùng
Sự phát triển đột biến của công nghệ là một sự thúc đẩy cho các cá nhân thể hiện quan điểm thông qua các nhóm thảo luận, các diễn đàn trên nền tảng web hay còn được biết đến là CMC. Những nhóm, diễn đàn này cho phép sự tương tác, trao đổi và giao tiếp trực tiếp giữa các cá nhân người tiêu dùng muốn chia sẻ trải nghiệm khách hàng và ý kiến của họ lên các sản phẩm. Các kiểu giao tiếp như vậy được biết đến là hình thức giao tiếp ngang hàng (P2P).
Giao tiếp ngang hàng (P2P) có thể ảnh hưởng đến ý kiến của khách hàng và các khách hàng tiềm năng, và các nhà tiếp thị đang bắt đầu xem các trang web đó là hữu ích trong việc thu thập thông tin về nhận thức của khách hàng cũng như xác định các chủ đề thảo luận. Một số tổ chức tự tạo ra các cộng đồng trực tuyến để tạo mục đích là hiểu rõ hơn về khách hàng của họ hoặc tạo các bài viết về những vấn đề liên quan đến cách sử dụng sản phẩm hoặc các mẹo để người dùng có thể tạo mối liên kết với khách hàng. Các nghiên cứu trong lĩnh vực này đặc biệt quan trọng trong việc hiểu biết được khách hàng muốn được kết nối như thế nào hoặc là hiểu thêm về các điểm chung của khách hàng và tổ chức. Hình thức đó cũng chính là cách sử dụng công nghệ để truyền thông nội bộ khách hàng và để tìm hiểu rõ điều này có ảnh hưởng gì đến tiếp thị số.

## Ứng dụng của CMC vào việc sử dụng Chatbot[15]
Các công ty bắt đầu thấy được nhiều lợi ích từ Chatbot có thể kế đến như tiết kiệm được chi phí, cung cấp dịch vụ tốt hơn và cải thiện vị thế cạnh tranh.
Vào thời đại ngày nay, chatbot chủ yếu đóng vai trò tư vấn hoặc trợ giúp với các giao dịch tương đối đơn giản với mức độ thông minh thấp nhưng chúng được dự đoán sẽ phát triển mạnh và trở thành điểm chạm đầu tiên trong môi trường hậu mãi, chăm sóc khách hàng và tiếp thị trong tương lai.

## Tác động của CMC đến hoạt động kinh doanh
Sự phát triển ngày càng mạnh của truyền thông qua máy tính trung gian đã giúp kết nối với mọi người trên toàn cầu cùng sự gia tăng nhanh chóng của công nghệ truyền thông đã giúp việc giao tiếp xã hội trở nên dễ dàng hơn. Chính vì lý do đó, công nghệ này cũng đã giúp các doanh nghiệp không chỉ khả năng giao tiếp ở cấp độ toàn cầu hóa mà còn có thể cắt giảm một số chi phí trong hoạt động kinh doanh. Theo Rud (2009), nhiều công ty đang tuyển dụng các tài năng kinh doanh và kỹ thuật hàng đầu từ khắp nơi trên thế giới và trang bị cho họ hầu như các kỹ năng. Các doanh nghiệp và tổ chức đang đầu tư vào các hình thức công nghệ truyền thông khác nhau để kết nối với đồng nghiệp, đối tác, khách hàng và các tổ chức khác ở cấp độ quốc tế. Hai hình thức công nghệ truyền thông mà một loạt các doanh nghiệp và tổ chức thường tham gia là hội nghị mạng và hội nghị truyền hình. Hội nghị mạng là hội nghị kinh doanh được trung gian điện tử thông qua mạng máy tính và hội nghị truyền hình cho phép doanh nghiệp hoặc tổ chức kết nối và cộng tác với khả năng cho phép chia sẻ thông tin và tệp qua cuộc gọi video.
Các doanh nghiệp thường dựa vào một số yếu tố khi đánh giá các cuộc họp từ xa bao gồm: khả năng chia sẻ thông tin thông qua các cuộc họp định kỳ, những người tham gia có thể chú ý nhiều hơn đến những gì đang được truyền đạt và phương pháp này hiệu quả hơn so với việc sắp xếp chuyến đi cho một cuộc họp gặp mặt trực tiếp. Hội nghị truyền hình có rất nhiều lợi thế, tuy nhiên, vẫn tồn tại một số thách thức. Ngày nay, bản chất công nghệ kỹ thuật hiện đại và điều kiện toàn cầu hóa kinh doanh đã đưa ra những thách thức giao tiếp, cụ thể là thông qua việc giao tiếp trung gian sẽ khó diễn giải biểu cảm khuôn mặt và ngôn ngữ cơ thể. Bên cạnh đó, việc thiếu các tín hiệu phi ngôn ngữ này có thể hạn chế giao tiếp và khiến mọi người khó chịu.
Chúng ta đang sống trong thời đại công nghệ kỹ thuật phát triển vượt bậc khi có rất nhiều điều được chia sẻ phổ biến rộng rãi cho bất kỳ ai đang sử dụng máy tính. Có thể nói, truyền thông qua trung gian máy tính đã mở ra cánh cửa toàn cầu hóa cho phép sự kết nối phổ biến trên toàn thế giới và hỗ trợ rất nhiều cho việc kinh doanh.

## Tác động của CMC tới E-Marketing[17]
Đặc điểm khác của giao tiếp qua trung gian máy tính thông qua tiếp thị điện tử (E-Marketing) là khái niệm hiện diện (telepresence) đều đã được đại đa số cả người bán và người tiêu dùng chấp nhận. Mỗi cá thể như là một nhận dạng ảo, có thể xuất hiện ở bất kì đâu trên hệ thống mạng của thế giới do đó lợi ích của người bán và người tiêu dùng sẽ vượt xa qua những lằn ranh biên giới, danh tính hoặc đặc điểm cá nhân.
Kết luận thứ hai là truyền thông qua trung gian máy tính có thể hợp nhất các cá nhân trong hoạt động tiếp thị điện tử. Trong kỉ nguyên truyền thông hội tụ như hiện nay, tùy theo từng nền văn hóa, các không gian mạng sẽ được định nghĩa bằng tên miền và mở rộng ra các nền văn hóa từ đó đưa truyền thông qua trung gian máy tính trở thành một phần của giao tiếp hàng ngày.
Kết luận thứ ba là giao tiếp sử dụng giao tiếp qua trung gian máy tính có nhiều lợi thế. Một trong số đó là người bán có thể tiếp cận rộng rãi người tiêu dùng tương lai của họ. Phương tiện truyền thông xã hội không chỉ được sử dụng để trao đổi ý tưởng văn hóa, chính trị, kinh tế mà còn về vấn đề kinh doanh. Giao tiếp qua không gian mạng đã thay thế giao tiếp giữa các cá nhân về giao tiếp mặt đối mặt. Một mối quan hệ đời thường sẽ không còn thực sự tồn tại mà nó chỉ diễn ra trên mạng. Giao tiếp qua trung gian máy tính giúp một số người bị hạn chế bằng lời nói, như thiếu tự tin để hỗ trợ cho mọi người sử dụng ngôn ngữ một cách dễ nhất, v.v.
Trong quá khứ, các nhà tiếp thị muốn quảng cáo cho sản phẩm của mình cho đại chúng thì phải cần tới sự trợ giúp của các đơn vị phát sóng, công ty truyền thông nhưng trong kỉ nguyên hiện tại với sức mạnh của Internet, mọi người đều có thể tự quảng bá cho sản phẩm của mình thông qua các phương tiện như trang web hay mạng xã hội, qua nhiều hình thức như đăng bài, phát trực tiếp (livestream). Dựa trên nền tảng của CMC và sự không giới hạn về không gian, thời gian của Internet, mọi vấn đề đã trở nên cực kì đơn giản đối với các nhà tiếp thị từ các doanh nghiệp lớn đến nhỏ hay đơn giản chỉ là một cá nhân kinh doanh online.
CMC đã thay đổi cách mà người bán và người mua tương tác với nhau, trong đó truyền thông được coi là kết quả của sự sáng tạo của con người và người tạo ra truyền thông với mục đích tạo điều kiện cho họ thực hiện các hoạt động của mình mà không bị giới hạn về thời gian và không gian từ đó truyền thông được coi là đã mở rộng sự nhu cầu của con người.